# Josef Hurta
Josef Hurta (* 24. února 1936 Růžďka) byl český ekonom a politik, v 90. letech 20. století poslanec České národní rady a Poslanecké sněmovny za Komunistickou stranu Československa, respektive za koalici Levý blok, později za stranu Levý blok.

## Biografie
Profesně působil jako ekonom. Specializoval se na podnikovou ekonomiku, manažerské účetnictví a ekonomiku zemědělských podniků. Před rokem 1989 pracoval v JZD Slušovice. V roce 1990 působil na postu náměstka ministra a výživy České republiky.
Ve volbách v roce 1992 byl zvolen do České národní rady za koalici Levý blok, kterou tvořila KSČM a menší levicové skupiny (volební obvod Jihomoravský kraj). Zasedal v zemědělském výboru.
Od vzniku samostatné České republiky v lednu 1993 byla ČNR transformována na Poslaneckou sněmovnu Parlamentu České republiky. Během volebního období 1992-1996 přešel do strany Levý blok (skupina reformní levice, která po rozpadu koalice Levý blok přijala název této střechové platformy a v parlamentu působila nezávisle na KSČM). Podle údajů k roku 1994 byl ale členem Demokratické levice ČSFR. Za Levý blok neúspěšně kandidoval ve sněmovních volbách roku 1996.
Kromě poslanecké činnosti byl také aktivní v zemědělském podnikání. V roce 1994 se uvádí jako člen řídících orgánů společnosti NIKA Slušovice. Angažoval se i v komunální politice. V komunálních volbách roku 1994 a komunálních volbách roku 1998 byl zvolen do zastupitelstva obce Slušovice jako bezpartijní. V komunálních volbách roku 2002 zvolen nebyl, ale v komunálních volbách roku 2006 se opětovně dostal do tamního zastupitelstva. Profesně se uvádí jako ekonom a vysokoškol.pedagog.